# Neolebias lozii
Neolebias lozii är en fiskart som beskrevs av Winemiller och Kelso-winemiller, 1993. Neolebias lozii ingår i släktet Neolebias och familjen Distichodontidae. IUCN kategoriserar arten globalt som akut hotad. Inga underarter finns listade i Catalogue of Life.